# Arena Garibaldi – Stadio Romeo Anconetani
A Arena Garibaldi – Stadio Romeo Anconetani é um estádio de futebol localizado em Pisa, na Itália, é a casa do Pisa Sporting Club.
O estádio tem atualmente capacidade para 25,000 espectadores e foi construído em 1919.
Em 2001, o estádio teve direito a Romeo Anconetani, presidente e dono do Pisa, durante o seu mandato na Serie A, bem como a figura colorida do futebol italiano nos anos 1980, que morreu em 1999.